# Sofroni Siropul
Sofroni I de Constantinoble o Sofroni Siropul/Siropulos (en grec Σωφρόνιος Α' Συρόπουλος) va ser patriarca de Constantinoble els anys 1463 i 1464.
El seu cognom, Siropul, el relaciona amb Silvestre Siropul, el famós secretari del Concili de Florència on es va tractar de la reunificació de les esglésies Oriental i Occidental. El seu patriarcat no va durar, i es desconeixen els motius de la seva dimissió. Va succeir a Gennadi II de Constantinoble, que quan Sofroni va dimitir va tornar a ser patriarca per breu temps (1464).